# カイル・エベシリオ
カイル・ステフェン・ヨエル・エベシリオ（Kyle Stephen Joel Ebecilio, 1994年2月17日 - ）は、オランダ・南ホラント州ロッテルダム出身のサッカー選手。SBVエクセルシオール所属。ポジションはミッドフィールダー。同じくサッカー選手のジェフリー・ブルマ、マルシアーノ・ブルマはいとこである。

## 経歴
SBVエクセルシオールのユースチームでキャリアをスタートさせ、1994年生まれのアナス・アチャバール、ジャン・パウル・ボエチウス、トニー・ヴィリェナ、テレンス・コンゴロ、カリム・レキクと共にユース各世代を経験したが、2010年夏、イングランドのアーセナルFCに移籍した。
アーセナルでは怪我もあってブレイクすることはできず、3年契約が終了する2013年夏に1年契約を提示されたが、これを受けずに母国のFCトゥヴェンテからのオファーを選択。2013年5月に5年契約でフリー移籍した。8月3日、RKCヴァールヴァイク戦でプロデビューを果たした。2015年8月20日、チャンピオンシップのノッティンガム・フォレストFCに1年間の期限付き移籍で加入した。2016年2月1日、ADOデン・ハーグへ期限付き移籍。
2017年3月2日、トゥヴェンテとの契約を解除することでクラブと合意した。

## 代表歴
オランダ代表として各年代でプレーし、2011年、UEFA U-17欧州選手権に出場し、3得点を挙げチームを優勝に導き、自身も得点王を獲得した。

## タイトル

### 代表
オランダ U-17
- UEFA U-17欧州選手権 : 2011

### 個人
- UEFA U-17欧州選手権得点王（3得点）
- UEFA U-17欧州選手権MVP